# Esves-le-Moutier
Esves-le-Moutier é uma comuna francesa na região administrativa do Centro, no departamento Indre-et-Loire. Estende-se por uma área de 10,4 km². Em 2010 a comuna tinha 146 habitantes (densidade: 14 hab./km²).